# Astrid Lindgren
Astrid Anna Emilia Ericsson coniugata Lindgren nota semplicemente come Astrid Lindgren (Vimmerby, 14 novembre 1907 – Stoccolma, 28 gennaio 2002) è stata una scrittrice svedese, autrice di libri per bambini, come ad esempio quelli di Pippi Calzelunghe, pubblicati in oltre cento Paesi e tradotti in sessanta lingue.

## Biografia

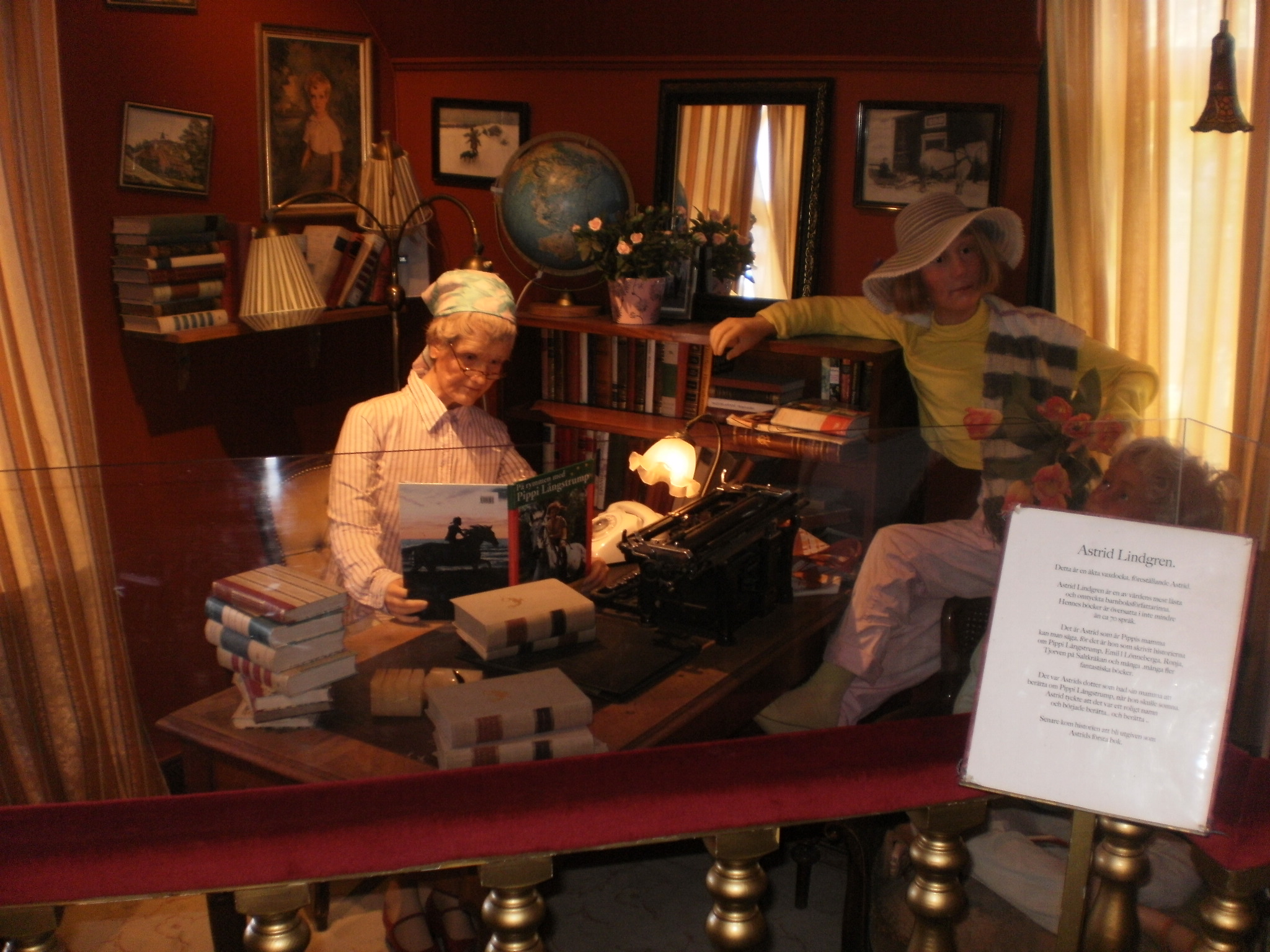
Astrid Lindgren raffigurata all'interno di Villa Villacolle nel parco divertimenti di Kneippbyn a Visby

Astrid Anna Emilia Ericsson nacque, seconda di due figli, a Vimmerby, nella regione dello Småland (Svezia meridionale), dove trascorse la sua infanzia nella fattoria di famiglia. Il clima familiare, che spesso l'autrice ha descritto, fu molto sereno. La sua infanzia felice e spensierata fu anche la principale fonte di ispirazione per i suoi libri. Fin da piccola amò la lettura. Dal 1924 al 1926 lavorò, prima, come correttrice di bozze e, poi, scrivendo piccoli contributi in un giornale locale (Vimmerby Tidning).
All'età di diciotto anni, a causa di una sua gravidanza fuori dal matrimonio, fu costretta a trasferirsi a Stoccolma per sfuggire al clima di moralismo e disapprovazione. Andò a Copenaghen per la nascita del primo figlio, Lars e le difficoltà economiche la costrinsero a darlo in affidamento ad una famiglia della capitale danese. Nel 1928 trovò un impiego in un ufficio dell'Automobile Club del Regno (Kungliga Automobil Klubben). Nel 1930 la madre affidataria di Lars si ammalò e Astrid portò il figlio per un anno nella casa dei genitori. Il figlio tornò poi da lei a seguito del matrimonio di Astrid con il suo capo ufficio Sture Lindgren nel 1931. Nel 1934 nacque la figlia Karin.
Nel 1941 Karin ebbe una polmonite e ogni sera la madre si sedeva vicino al suo letto e le raccontava delle storie e fiabe. Accadde che una sera Karin le chiese la storia di Pippi Calzelunghe, un nome che si era inventata al momento: vista la stranezza del nome, la Lindgren decise che anche la storia della bambina dovesse essere oltremodo fuori dal comune. A Karin piacque così tanto la prima storia di Pippi che ne chiese sempre altre e negli anni seguenti Pippi divenne il principale personaggio dei racconti di casa Lindgren. Nel 1944, a causa di una caduta sul ghiaccio, la Lindgren si slogò una caviglia e fu costretta a letto; in quei giorni stenografò le storie di Pippi e scoprì che scrivere era divertente quanto leggere. Successivamente trascrisse Pippi in un manoscritto, da lei anche illustrato, che donò alla figlia per il suo decimo compleanno.
Pippi Calzelunghe fu poi pubblicato nel 1945 (Pippi Långstrump edizione Rabén & Sjögren). Tra il 1946 e il 1970 lavorò come editor di una collana per l'infanzia della editrice Rabén & Sjögren. Suo marito Sture morì nel 1952. I suoi libri sono stati tradotti in più di 70 lingue, dall'arabo allo zulu. Pippi Calzelunghe ed Emil sono i suoi libri più noti ma Astrid Lindgren scrisse più di 115 altri racconti, inclusi gialli, racconti di avventura, fantasy e lavori per la televisione svedese e il cinema. Ai suoi personaggi è dedicato un parco tematico a Vimmerby, “il mondo di Astrid Lindgren”.
Fu molto impegnata nella difesa dei diritti dei bambini e degli animali.

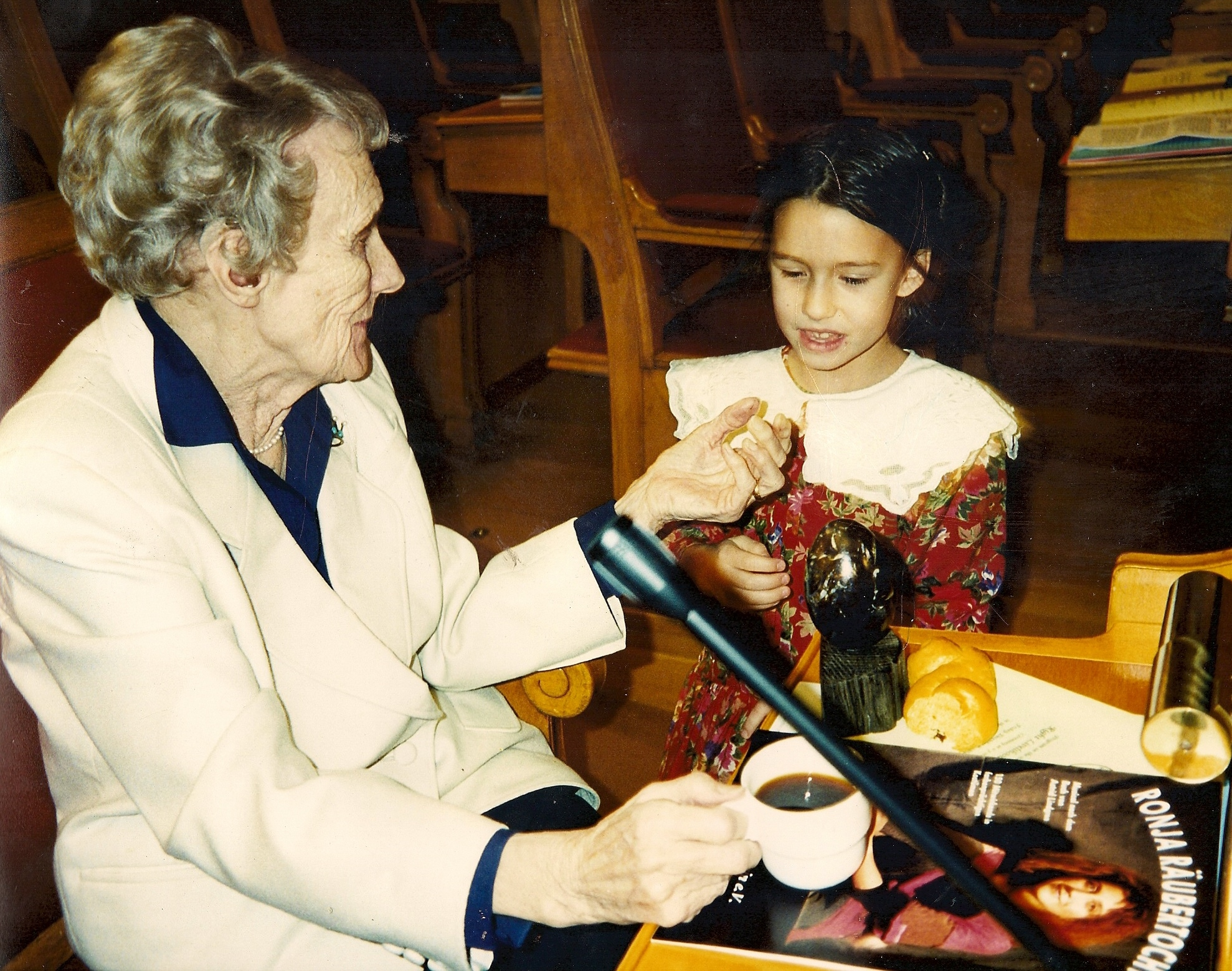
Astrid Lindgren, nel 1994, ha ricevuto il Premio Nobel Alternativo. Nel tavolo il premio e un programma del musical Ronja, la figlia di un ladro, che era scritto del compositore Axel Bergstedt nello stesso anno.

Alla Lindgren sono stati assegnati numerosi premi per il suo lavoro tra i quali il Premio Hans Christian Andersen nel 1958, il Lewis Carroll Shelf Award nel 1973 per Pippi Calzelunghe, l'International Book Award dell'UNESCO, nel 1993 e il Right Livelihood Award (conosciuto anche come "Premio Nobel Alternativo"), nel 1994 e numerose altre onorificenze e lauree honoris causa di numerose università. Nel 1997 fu nominata personaggio svedese dell'anno ed in risposta a quest'ultima onorificenza disse: 

Nel novembre 2001, quando le fu chiesto cosa desiderasse per il suo 94º compleanno, disse: 
Muore il 28 gennaio 2002 all'età di 94 anni a Stoccolma per cause naturali.
Sempre nel 2002 il governo svedese ha istituito un premio letterario per la letteratura infantile e per ragazzi dedicato alla scrittrice, l'Astrid Lindgren Memorial Award. Il premio ha un valore di 5 milioni di corone svedesi (circa 480.000 euro), attualmente il premio di maggior valore per questo tipo di arte.
Nel 2002 è stato pubblicato in Svezia il libro C'era una volta una fattoria (non tradotto in italiano) della sorella minore di Astrid Lindgren, Stina Hergin (1911–2002) che racconta l'infanzia delle due sorelle nella tenuta del padre.

## Opere
Le opere di Astrid Lindgren furono inizialmente tradotte e pubblicate in Italia da Annuska Palme e da Donatella Ziliotto nella collana di libri per ragazzi Il Martin Pescatore da lei fondata per la Vallecchi, nel 1958. Scomparse dal mercato in seguito al fallimento dell'editore, alcune di esse sono state poi ripubblicate, conservando le illustrazioni originali, tra gli anni ottanta e novanta da gl'Istrici della Salani, fondati sempre da Ziliotto nel 1987.
Tra le opere tradotte in italiano:
- Pippi Calzelunghe (Pippi Långstrump, 1945)
- Il libro di Bullerby (Alla vi barn i Bullerbyn, 1946)
- Karlsson sul tetto (Allt om Karlsson på taket, 1955)
- Rasmus e il vagabondo (Rasmus, på luffen, 1957)
- Suona il mio tiglio, canta il mio usignolo (Spelar min lind sjunger min naktergal, 1959)
- Emil (Emil i Lönneberga, 1963)
- Vacanze all'isola dei gabbiani (Vi på Saltkråkan, 1964)
- I fratelli Cuordileone (Bröderna Lejonhjärta, 1973)
- Ronja. La figlia del brigante (Ronja rövardotter, 1981)
- La trilogia di Kalle Blomkvist: Kalle Blomkvist il "grande" detective (Kalle Blomqvist och Rasmus, 1953), SOS per Kalle Blomkvist, Kalle Blomkvist e i gangster.
- Martina di Poggio di giugno (Madicken, 1960)
- Novità per Martina
- Kati, 1976
- Britt-Mari, 1977
- Mio piccolo mio (Mio, min mio, 1954)

Pubblicati da Iperborea:
- Greta Grintosa (racconti tratti da Kajsa Kavat e Nils Karlsson-Pyssling, 1949-1958)
- Peter e Petra (Peter och Petra e altri racconti tratti da Nils Karlsson-Pyssling, 1949)
- L'uccellino rosso (Sunnanäng, 1959)